# پوژچه (استان اشوی‌داشکسیه)
پوژچه (به لهستانی: Porzecze) یک منطقهٔ مسکونی در لهستان است که در گمینا میجانا گورا واقع شده‌است. پوژچه ۳۲۸ نفر جمعیت دارد.